# 清河南鰍
清河南鰍（學名：Schistura thanho）為輻鰭魚綱鯉形目條鰍科南鰍屬的其中一種。被IUCN列為瀕危保育類動物，分布於亞洲越南Vinh Thanh河流域，本魚體延長，口下位，具觸鬚3對，尾鰭深叉，身體上有7-14條暗條，形狀不規則，通常不完整或連接另一個條，頭部淡黃色，頂部和臉頰上有棕色小斑點，背鰭條呈透明狀，側線完整，眼睛小於眶間寬度，尾鰭基部有一條完整的黑條紋，體長可達8.3公分，棲息在河川底層水域，生活習性不明。

## 扩展阅读
維基物種上的相關：清河南鰍